# Polymixis rufocincta
Polymixis rufocincta là một loài bướm đêm trong họ Noctuidae.